# Bielkes gruva
Bielkes gruva är en nedlagd gruva på Åreskutans norra sida i närheten av byn Huså i Jämtland. I gruvan bröts kopparmalm under 1700- och 1800-talet som förädlades till ren koppar vid Huså bruk.